# Bravia
Bravia (стилізована під BRAVIA) — це бренд Sony Visual Products Inc., дочірньої компанії, що повністю належить Sony Corporation, і використовується для телевізійних продуктів. Його бекронім — «Best Resolution Audio Visual Integrated Architecture». Усі плоскі РК-телевізори Sony високої чіткості в Північній Америці мають логотип BRAVIA з 2000 року. BRAVIA замінює «LCD WEGA», який Sony використовувала для своїх РК-телевізорів до літа 2002 2005 року  (існують ранні рекламні фотографії перших телевізорів BRAVIA, які все ще мають назву WEGA). У 2014 році в рамках планів президента та генерального директора Sony Касуо Хіраї змінити Sony, BRAVIA стала дочірньою компанією, а не просто брендом продуктів.
Телевізори BRAVIA та їх компоненти виробляються на заводах Sony в Мексиці, Японії та Словаччині для відповідних регіонів, а також збираються з імпортованих деталей у Бразилії, Іспанії, Китаї, Малайзії та Еквадору. Основні дизайнерські роботи для продуктів BRAVIA виконуються в дослідницьких установах Sony в Японії, у відділі досліджень і розробок на заводі Sony de Mexico в Нижній Каліфорнії, Мексика, і на підприємстві Sony Europe в Нітрі, Словаччина.
Станом на 2007 рік бренд також використовувався на мобільних телефонах на ринках Північної Америки, Японії та Європи.

## Асортимент продукції

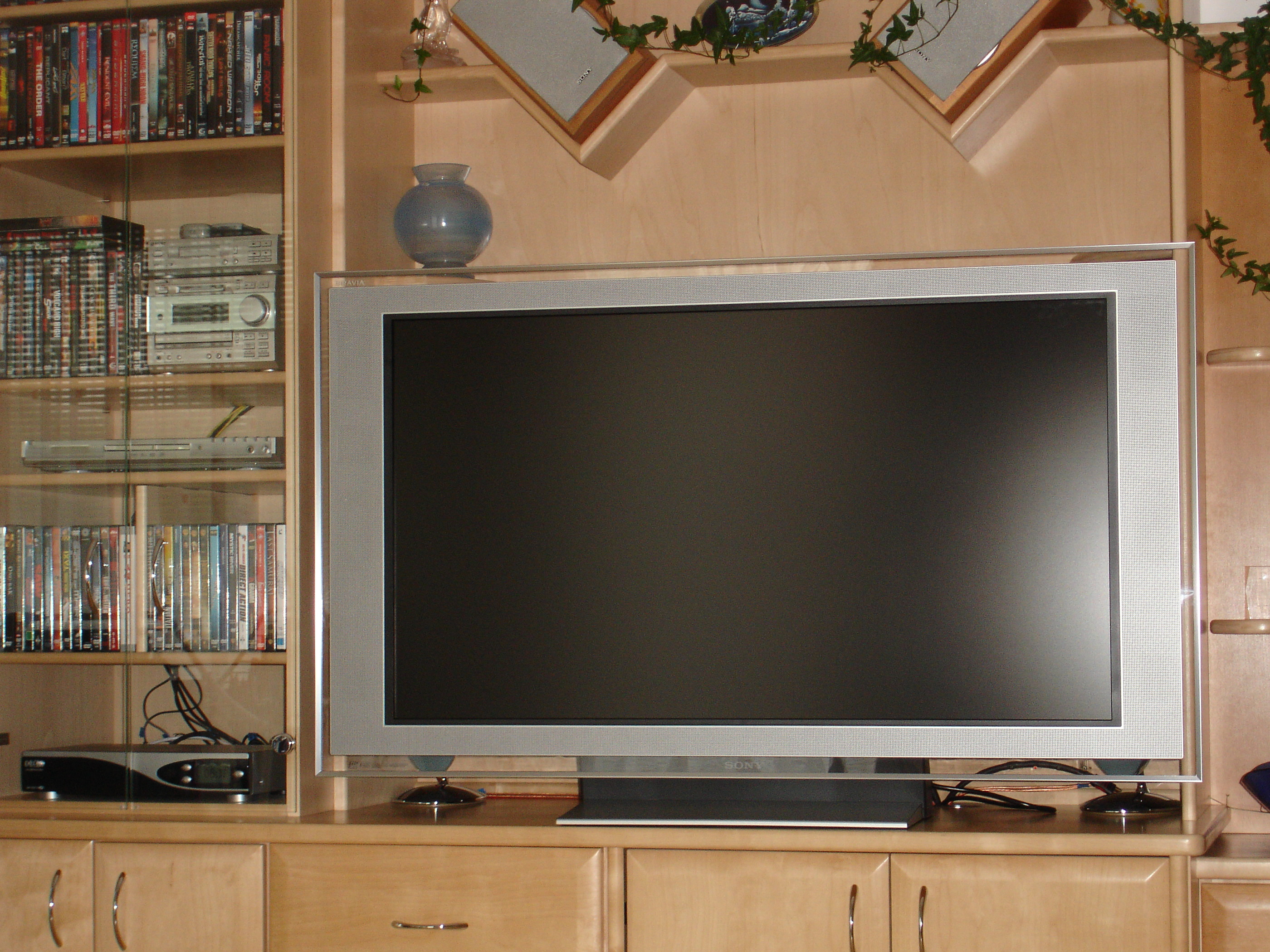
BRAVIA KDL-46X2000 LCD.

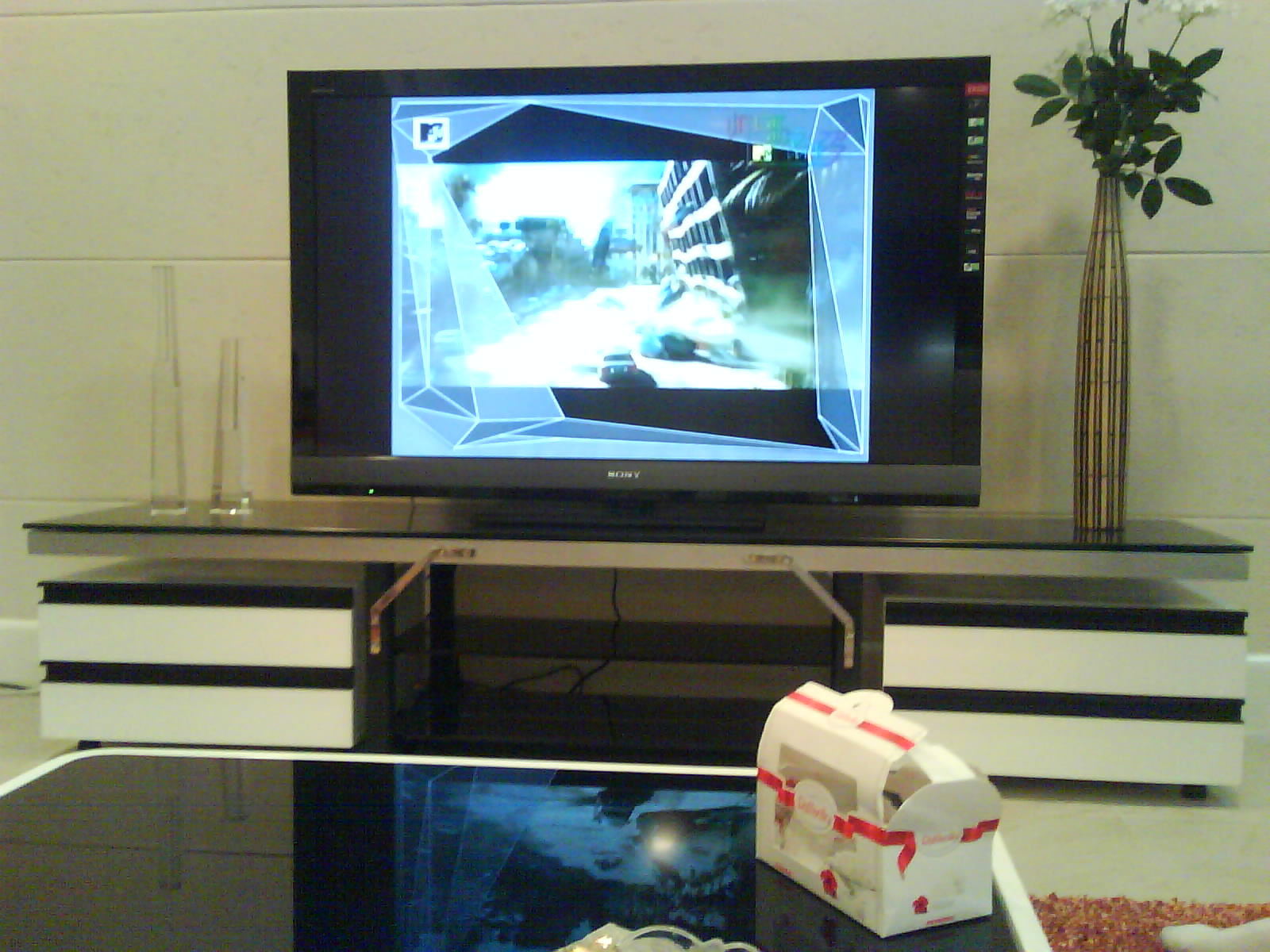
TV LCD

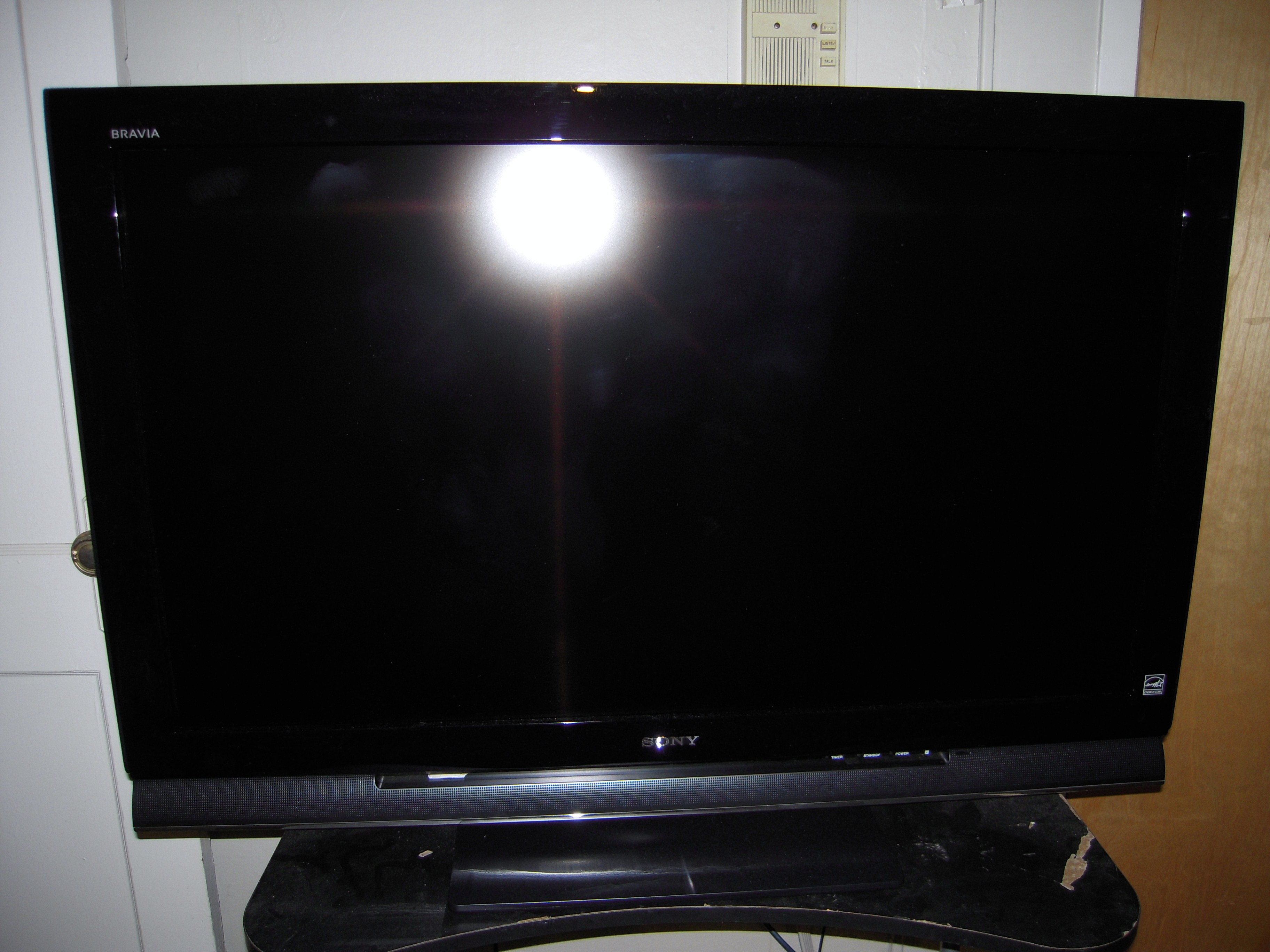
Sony BRAVIA серія HDTV

### Телевізори
У травні 2015 року Sony випустила першу лінійку моделей Android телевізорів Bravia, які дозволяють користувачам легко отримувати доступ до контенту з таких служб, як YouTube, Netflix і Hulu, а також встановлювати програми та ігри з Google Play Store. Варто відзначити, що це перший доступний Android TV, телевізори Sony Android TV тепер інтегровані з Google Assistant для керування розумним домом та голосовими командами.
У вересні 2016 року Sony оголосила, що телевізори старше 2012 року втратять доступ до YouTube.
У січні 2017 року Sony представила свій перший OLED-телевізор Android під брендом BRAVIA під назвою A1E з процесором X1 Extreme. A8F був наступним OLED-телевізором, представленим Sony на CES 2018. На виставці IFA 2018 був представлений A9F з процесором X1 Ultimate. У 2019 році Sony представила новіші версії 4K OLED-моделей, A8G і серію Master A9G, а в 2020 році – A8H. У 2021 році Sony запропонувала перші в світі телевізори з когнітивним інтелектом зі своїм останнім XR A.I. Когнітивний процесор у нових моделях A80J та Master Series A90J.

### Аксесуари
У квітні 2007 року Sony випустила BRAVIA TDM-IP1, док-станцію, що дозволяє відтворювати аудіо та відео, розміщені на Apple iPod на моделі телевізора BRAVIA.
Поточні доступні аксесуари включають камеру Skype (CMUBR100) та адаптер Wi-Fi (UWABR100).

### Sony Bravia Internet TV та Video
Sony Bravia Internet Video вперше стало доступним наприкінці 2009 року на телевізорах Bravia з підтримкою Інтернету, пізніше стало доступним на Sony Blu-ray та системах домашнього кінотеатру. Оригінальний Bravia Internet Video було побудовано на основі інтерфейсу Sony XMB і мало кількох партнерів для потокового медіа, зокрема: Amazon Video On Demand, YouTube, Yahoo!, Netflix і Sony Video (Qriocity). У 2011 році було оновлено Bravia Internet Video з переробкою інтерфейсу та доданими можливостями Skype.
Sony Bravia Internet TV є першим телевізором, який має Google TV, доступний лише в США. Він планував змінити IPTV.
XBR8 — це серія телевізорів Sony BRAVIA LCD високої чіткості. Вони були випущені на ринок США з вересня 2008 року.
46- та 55-дюймові моделі серії XBR8 оснащені системою світлодіодного підсвічування RGB, яку Sony називає Triluminos. Стверджується, що нова система підсвічування забезпечує більш істинний і вищий колірний спектр і дозволяє цій серії телевізорів конкурувати з плазмовими дисплеями з точки зору темного чорного кольору. Ця модель також стала дебютом нового відеопроцесора Sony BRAVIA Engine 2 Pro. Панель дисплея використовує десятибітну обробку та пропонує технологію MotionFlow 120 Гц.
Лінійка XBR8 пропонує два розміри екрана; 46" (KDL-46XBR8) був випущений 29 вересня 2008 року. Друга модель, 55" (KDL-55XBR8) стала доступною для замовлення в жовтні 2008 року.
У Великій Британії останні телевізори Bravia також включають вбудовану систему YouView, яка надає користувачам доступ до інтерактивної телегіду на додаток до послуг на вимогу від BBC і ITV, об’єднаних в єдине меню пошуку.

### Green TV
30 липня 2008 року в Японії почав продаватися, екологічно чистий продукт Sony, 32-дюймовий плоскопанельний телевізор за ¥150 000 (1400 доларів США; 900 євро) BRAVIA KDL-32JE1 пропонує екологічним споживачам перевагу на 70% менше споживання енергії, ніж звичайний моделі з однаковою якістю зображення. Для споживачів, які покладаються на електроенергію, вироблену з джерел викидів вуглекислого газу, це зменшує викиди вуглекислого газу на 79 кілограмів (174 фунти) на рік.

### Мобільні телефони

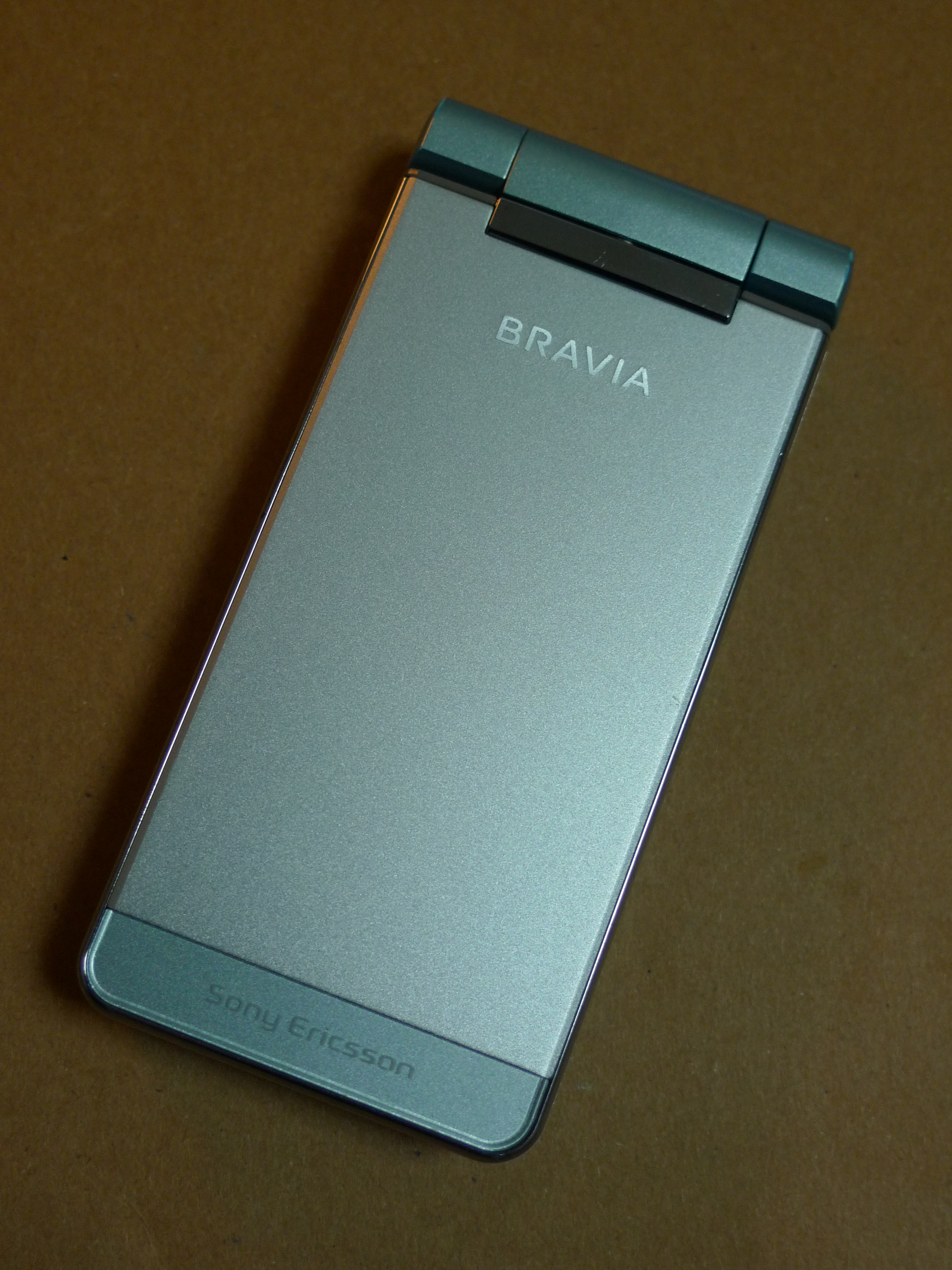
BRAVIA брендований смартфон Sony Ericsson для японського оператора (Docomo FOMA SO906i, вийшов у 2008)

Sony використовує механізм обробки зображень BRAVIA в мобільних пристроях високого класу, вироблених її Sony Mobile Communications, починаючи з моделі Xperia arc у 2011 році. Наступні флагманські моделі смартфонів Sony, такі як Xperia S і Xperia Z, використовують розширені версії BRAVIA engine.
Крім того, телефони бренду BRAVIA були вироблені Sony/Sony Ericsson. Телефони бренду BRAVIA можуть дивитися 1seg ефірне телебачення.

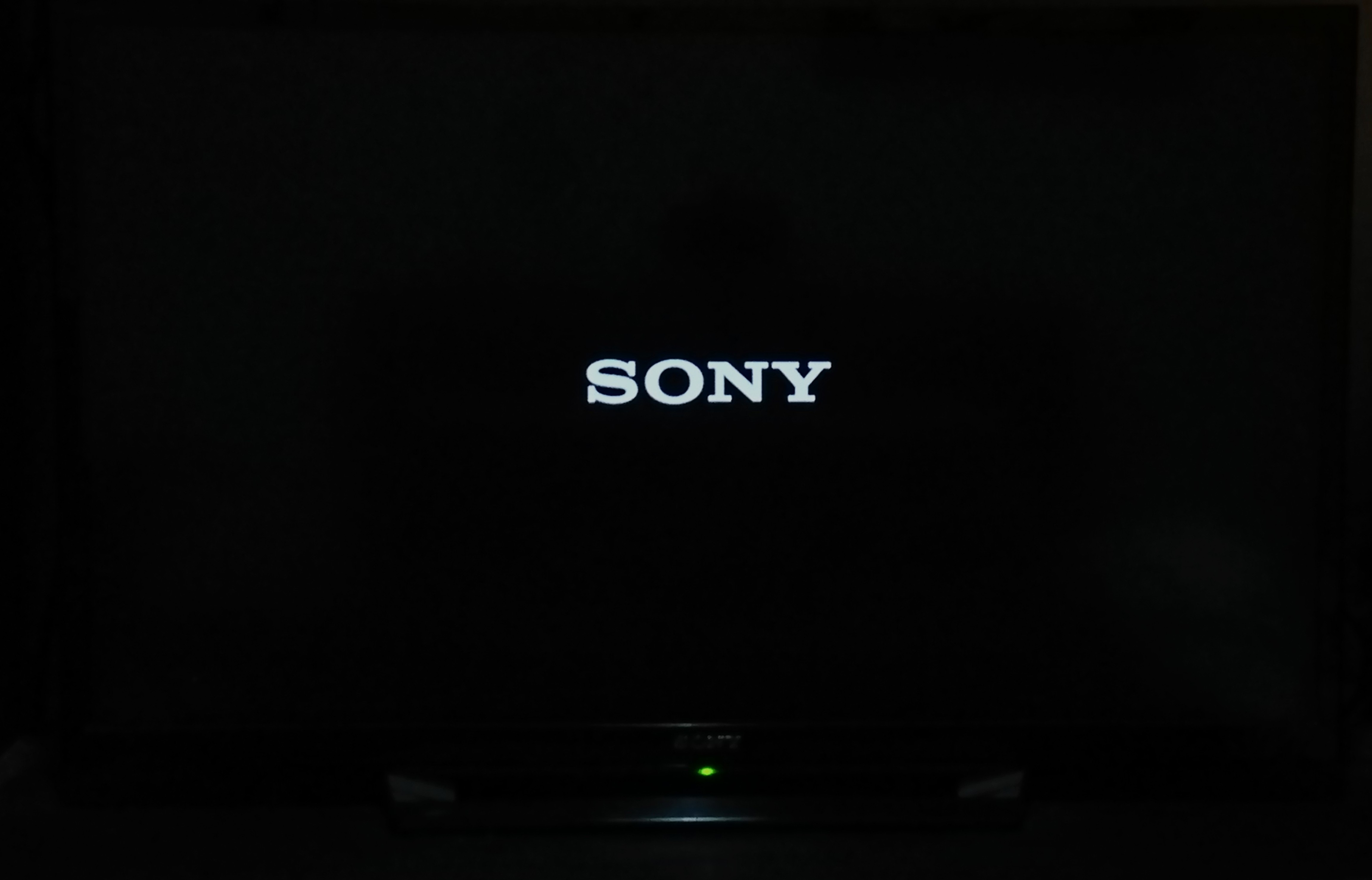
Логотип Sony, як він з’являється під час запуску на телевізорі BRAVIA.

- Для NTT DoCoMo

FOMA SO903iTV (Вийшов в червні 2007)
FOMA SO906i (Вийшов в червні 2008)
FOMA SO-01C (Sony Ericsson Xperia Arc) (Вийшов в березні 2011)
- Для au від KDDI

U1 (Вийшов у грудні 2009)
S004 (Вийшов у травні 2010)
S005 (Вийшов у листопаді 2010, наступник S004)

## Внутрішні
РК-панелі в телевізорах BRAVIA виробляються корпорацією Sony із особливою архітектурою. Починаючи з 2010 року, високоякісні серії Bravia LX, HX і NX використовують панель Sony Bravia ASV 10-го покоління. Панель SPVA 8-го покоління від Sony LCD продовжує працювати з іншими моделями Bravia середнього і бюджетного класу.
Багато телевізорів Sony з підключенням USB працюють під управлінням Linux.

### Оновлення та обслуговування
Програмне забезпечення можна оновити за допомогою інтерфейсу USB type A з позначкою «DMEx / service only» та через Інтернет для пізніших моделей.
Моделі 2006–2007 років можна оновити за допомогою карти пам’яті Memory Stick або USB. Залежно від країни та телевізійного стандарту тюнеру може знадобитися сервісний пристрій для його оновлення.
Схоже, пристрої, вироблені до листопада 2005 року для продажу в Азії та Північній Америці, містили програмну помилку, яка не дозволяла пристрою включатися/виключатися через 1200 годин. Доступне безкоштовне оновлення.

### Використання та особливості
- Можна використовувати для перегляду телепередач у прямому ефірі
- Можна транслювати оригінальний вміст із потокових програм
- Він підтримує Dolby audio

## Регіональне блокування
Телевізори Sony, продані в 2019 році та раніше, мають заблокований регіон, що обмежує відтворення програм і медіа лише в тому ж регіоні, де був придбаний телевізор. Однак з 2020 року, з випуском телевізорів BRAVIA серії H, блокування відсутнє, і тепер можна вибрати будь-яку мову.

### Таблиця мов
Дві літери після кодової назви телевізора Sony в номері збірки позначають регіон.
| Мова                     | Рідна назва                  | JP  | UC  | SA  | EU  | PA  | CN  | HK  | TW  |
| ------------------------ | ---------------------------- | --- | --- | --- | --- | --- | --- | --- | --- |
| Afrikaans                | Африкаанс                    | Ні  | Ні  | Ні  | Ні  | Так | Ні  | Ні  | Ні  |
| አማርኛ                     | Амхарська                    | Ні  | Ні  | Ні  | Ні  | Так | Ні  | Ні  | Ні  |
| العربية                  | Арабська                     | Ні  | Ні  | Ні  | Так | Так | Ні  | Ні  | Ні  |
| অসমীয়া                     | Ассамська                    | Ні  | Ні  | Ні  | Ні  | Так | Ні  | Ні  | Ні  |
| Azərbaycan               | Азербайджанська              | Ні  | Ні  | Ні  | Ні  | Так | Ні  | Ні  | Ні  |
| Беларуская               | Білоруська                   | Ні  | Ні  | Ні  | Так | Ні  | Ні  | Ні  | Ні  |
| Български                | Болгарська                   | Ні  | Ні  | Ні  | Так | Ні  | Ні  | Ні  | Ні  |
| বাংলা                       | Бенгальська                  | Ні  | Ні  | Ні  | Ні  | Так | Ні  | Ні  | Ні  |
| Bosanski                 | Боснійська                   | Ні  | Ні  | Ні  | Так | Ні  | Ні  | Ні  | Ні  |
| Català                   | Каталонська                  | Ні  | Ні  | Ні  | Так | Ні  | Ні  | Ні  | Ні  |
| Čeština                  | Чеська                       | Ні  | Ні  | Ні  | Так | Ні  | Ні  | Ні  | Ні  |
| Dansk                    | Данська                      | Ні  | Ні  | Ні  | Так | Ні  | Ні  | Ні  | Ні  |
| Deutsch (Österreich)     | Німецька (Австрія)           | Ні  | Ні  | Ні  | Так | Ні  | Ні  | Ні  | Ні  |
| Deutsch (Schweiz)        | Німецька (Швейцарія)         | Ні  | Ні  | Ні  | Так | Ні  | Ні  | Ні  | Ні  |
| Deutsch (Deutschland)    | Німецька (Німеччина)         | Ні  | Ні  | Ні  | Так | Ні  | Ні  | Ні  | Ні  |
| Deutsch (Liechtenstein)  | Німецька (Ліхтенштейн)       | Ні  | Ні  | Ні  | Так | Ні  | Ні  | Ні  | Ні  |
| Ελληνικά                 | Грецька                      | Ні  | Ні  | Ні  | Так | Ні  | Ні  | Ні  | Ні  |
| English (Australia)      | Англійська (Австралія)       | Ні  | Ні  | Ні  | Ні  | Так | Ні  | Ні  | Ні  |
| English (Canada)         | Англійська (Канада)          | Ні  | Так | Ні  | Ні  | Ні  | Ні  | Ні  | Ні  |
| English (United Kingdom) | Англійська (Велика Британія) | Ні  | Ні  | Ні  | Так | Так | Так | Так | Так |
| English (India)          | Англійська (Індія)           | Ні  | Ні  | Ні  | Ні  | Так | Ні  | Ні  | Ні  |
| English (New Zealand)    | Англійська (Нова зеландія)   | Ні  | Ні  | Ні  | Ні  | Так | Ні  | Ні  | Ні  |
| English (Singapore)      | Англійська (Сингапур)        | Ні  | Ні  | Ні  | Ні  | Так | Ні  | Ні  | Ні  |
| English (United States)  | Англійська (США)             | Так | Так | Так | Ні  | Ні  | Ні  | Ні  | Ні  |
| Español (España)         | Іспанська (Іспанія)          | Ні  | Ні  | Ні  | Так | Ні  | Ні  | Ні  | Ні  |
| Español (México)         | Іспанська (Мексика)          | Ні  | Так | Ні  | Ні  | Ні  | Ні  | Ні  | Ні  |
| Español (Estados Unidos) | Іспанська (США)              | Ні  | Так | Так | Ні  | Ні  | Ні  | Ні  | Ні  |
| Eesti                    | Естонська                    | Ні  | Ні  | Ні  | Так | Ні  | Ні  | Ні  | Ні  |
| Euskara                  | Баскська                     | Ні  | Ні  | Ні  | Так | Ні  | Ні  | Ні  | Ні  |
| فارسی                    | Перська                      | Ні  | Ні  | Ні  | Ні  | Так | Ні  | Ні  | Ні  |
| Suomi                    | Фінляндська                  | Ні  | Ні  | Ні  | Так | Ні  | Ні  | Ні  | Ні  |
| Français (Belgique)      | Французька (Бельгія)         | Ні  | Ні  | Ні  | Так | Ні  | Ні  | Ні  | Ні  |
| Français (Canada)        | Французька (Канада)          | Ні  | Так | Ні  | Ні  | Ні  | Ні  | Ні  | Ні  |
| Français (Suisse)        | Французька (Швейцарія)       | Ні  | Ні  | Ні  | Так | Ні  | Ні  | Ні  | Ні  |
| Français (France)        | Французька (Франція)         | Ні  | Ні  | Ні  | Так | Так | Ні  | Ні  | Ні  |
| Galego                   | Галісійська                  | Ні  | Ні  | Ні  | Так | Ні  | Ні  | Ні  | Ні  |
| ગુજરાતી                     | Гуджара́ті                    | Ні  | Ні  | Ні  | Ні  | Так | Ні  | Ні  | Ні  |
| हिन्दी                      | Гінді                        | Ні  | Ні  | Ні  | Ні  | Так | Ні  | Ні  | Ні  |
| Hrvatski                 | Хорватська                   | Ні  | Ні  | Ні  | Так | Ні  | Ні  | Ні  | Ні  |
| Magyar                   | Угорська                     | Ні  | Ні  | Ні  | Так | Ні  | Ні  | Ні  | Ні  |
| Indonesia                | Індонезійська                | Ні  | Ні  | Ні  | Ні  | Так | Ні  | Ні  | Ні  |
| Íslenska                 | Ісландська                   | Ні  | Ні  | Ні  | Так | Ні  | Ні  | Ні  | Ні  |
| Italiano (Svizzera)      | Італійська (Швейцарія)       | Ні  | Ні  | Ні  | Так | Ні  | Ні  | Ні  | Ні  |
| Italiano (Italia)        | Італійська (Італія)          | Ні  | Ні  | Ні  | Так | Ні  | Ні  | Ні  | Ні  |
| עברית                    | Іврит                        | Ні  | Ні  | Ні  | Так | Ні  | Ні  | Ні  | Ні  |
| 日本語                   | Японська                     | Так | Ні  | Ні  | Ні  | Ні  | Ні  | Ні  | Ні  |
| Қазақ тілі               | Казахська                    | Ні  | Ні  | Ні  | Так | Ні  | Ні  | Ні  | Ні  |
| ខ្មែរ                      | Кхмерська                    | Ні  | Ні  | Ні  | Ні  | Так | Ні  | Ні  | Ні  |
| ಕನ್ನಡ                     | Каннада                      | Ні  | Ні  | Ні  | Ні  | Так | Ні  | Ні  | Ні  |
| 한국어                   | Корейська                    | Ні  | Ні  | Ні  | Ні  | Так | Ні  | Ні  | Ні  |
| Кыргызча                 | Киргизька                    | Ні  | Ні  | Ні  | Ні  | Так | Ні  | Ні  | Ні  |
| ລາວ                      | Лаоська                      | Ні  | Ні  | Ні  | Ні  | Так | Ні  | Ні  | Ні  |
| Lietuvių                 | Литовська                    | Ні  | Ні  | Ні  | Так | Ні  | Ні  | Ні  | Ні  |
| Latviešu                 | Латвійська                   | Ні  | Ні  | Ні  | Так | Ні  | Ні  | Ні  | Ні  |
| Македонски               | Македонська                  | Ні  | Ні  | Ні  | Так | Ні  | Ні  | Ні  | Ні  |
| മലയാളം                     | Малаяламська                 | Ні  | Ні  | Ні  | Ні  | Так | Ні  | Ні  | Ні  |
| Монгол                   | Монгольська                  | Ні  | Ні  | Ні  | Ні  | Так | Ні  | Ні  | Ні  |
| मराठी                      | Маратхі                      | Ні  | Ні  | Ні  | Ні  | Так | Ні  | Ні  | Ні  |
| Melayu                   | Малайська                    | Ні  | Ні  | Ні  | Ні  | Так | Ні  | Ні  | Ні  |
| မြန်မာ                      | Бірманська                   | Ні  | Ні  | Ні  | Ні  | Так | Ні  | Ні  | Ні  |
| Norsk bokmål             | Норвезька Букмол             | Ні  | Ні  | Ні  | Так | Ні  | Ні  | Ні  | Ні  |
| नेपाली                      | Непальська                   | Ні  | Ні  | Ні  | Ні  | Так | Ні  | Ні  | Ні  |
| Nederlands (België)      | Нідерландська (Бельгія)      | Ні  | Ні  | Ні  | Так | Ні  | Ні  | Ні  | Ні  |
| Nederlands (Nederland)   | Нідерландська (Нідерланди)   | Ні  | Ні  | Ні  | Так | Ні  | Ні  | Ні  | Ні  |
| ଓଡ଼ିଆ                      | Орія                         | Ні  | Ні  | Ні  | Ні  | Так | Ні  | Ні  | Ні  |
| ਪੰਜਾਬੀ                      | Пенджабська                  | Ні  | Ні  | Ні  | Ні  | Так | Ні  | Ні  | Ні  |
| Polski                   | Польська                     | Ні  | Ні  | Ні  | Так | Ні  | Ні  | Ні  | Ні  |
| Português (Brasil)       | Португальська (Бразилія)     | Ні  | Ні  | Так | Ні  | Ні  | Ні  | Ні  | Ні  |
| Português (Portugal)     | Португальська (Португалія)   | Ні  | Ні  | Ні  | Так | Так | Ні  | Ні  | Ні  |
| Română                   | Румунська                    | Ні  | Ні  | Ні  | Так | Ні  | Ні  | Ні  | Ні  |
| Русский                  | Російська                    | Ні  | Ні  | Ні  | Так | Так | Ні  | Ні  | Ні  |
| සිංහල                      | Сингальська                  | Ні  | Ні  | Ні  | Ні  | Так | Ні  | Ні  | Ні  |
| Slovenčina               | Словацька                    | Ні  | Ні  | Ні  | Так | Ні  | Ні  | Ні  | Ні  |
| Slovenščina              | Словенська                   | Ні  | Ні  | Ні  | Так | Ні  | Ні  | Ні  | Ні  |
| Shqip                    | Албанська                    | Ні  | Ні  | Ні  | Так | Ні  | Ні  | Ні  | Ні  |
| Српски (ћирилица)        | Сербська (Кирилиця)          | Ні  | Ні  | Ні  | Так | Ні  | Ні  | Ні  | Ні  |
| Srpski (latinica)        | Сербська (Латин)             | Ні  | Ні  | Ні  | Так | Ні  | Ні  | Ні  | Ні  |
| Svenska                  | Шведська                     | Ні  | Ні  | Ні  | Так | Ні  | Ні  | Ні  | Ні  |
| Kiswahili                | Суахілі                      | Ні  | Ні  | Ні  | Ні  | Так | Ні  | Ні  | Ні  |
| தமிழ்                      | Тімільська                   | Ні  | Ні  | Ні  | Ні  | Так | Ні  | Ні  | Ні  |
| తెలుగు                      | Телугу                       | Ні  | Ні  | Ні  | Ні  | Так | Ні  | Ні  | Ні  |
| ไทย                      | Тайська                      | Ні  | Ні  | Ні  | Ні  | Так | Ні  | Ні  | Ні  |
| Filipino                 | Філіппінська                 | Ні  | Ні  | Ні  | Ні  | Так | Ні  | Ні  | Ні  |
| Türkçe                   | Турецька                     | Ні  | Ні  | Ні  | Так | Ні  | Ні  | Ні  | Ні  |
| Українська               | Українська                   | Ні  | Ні  | Ні  | Так | Ні  | Ні  | Ні  | Ні  |
| اردو                     | Урду                         | Ні  | Ні  | Ні  | Ні  | Так | Ні  | Ні  | Ні  |
| O’zbek                   | Узбецька                     | Ні  | Ні  | Ні  | Ні  | Так | Ні  | Ні  | Ні  |
| Tiếng Việt               | В'єтнамська                  | Ні  | Ні  | Ні  | Ні  | Так | Ні  | Ні  | Ні  |
| 中文 (简体)              | Китайська (Спрощена)         | Ні  | Ні  | Ні  | Ні  | Так | Так | Ні  | Ні  |
| 中文 (香港)              | Китайська (Гонконг)          | Ні  | Ні  | Ні  | Ні  | Так | Ні  | Так | Ні  |
| 中文 (繁體)              | Китайська (Традиційна)       | Ні  | Ні  | Ні  | Ні  | Так | Ні  | Ні  | Так |
| IsiZulu                  | Зулу                         | Ні  | Ні  | Ні  | Ні  | Так | Ні  | Ні  | Ні  |

### Список країн за кодом регіону
Якщо регіону немає в списку, користувач може вибрати Інше та вибрати додаткові параметри. Вибір певної мови відображення не впливає на те, як доступні набори регіонів відображаються користувачеві. Наприклад, набір регіону Північної Америки відображається лише на телевізорах Sony, що продаються в Північній Америці, а не тоді, коли користувач вибирає американську мову з налаштувань.

#### Японія (JP)
- Японія

#### Північна Америка (UC)
- Беліз
- Канада
- Домініканська республіка
- Мексика
- Пуерто Ріко
- Сполучені Штати

#### Південна Америка (SA)
- Аргентина
- Болівія
- Бразилія
- Чилі
- Коста-Рика
- Еквадор
- Сальвадор
- Гватемала
- Гондурас
- Нікарагуа
- Панама
- Парагвай
- Перу
- Філіппіни
- Уругвай
- Венесуела

#### Європа (EU)
- Австрія
- Бельгія
- Болгарія
- Камерун
- Канарські острови
- Хорватія
- Чехія
- Кот-д'Івуар
- Данія
- Джибуті
- Єгипет
- Естонія
- Фінляндія
- Франція
- Німеччина
- Гана
- Греція
- Угорщина
- Ірландія
- Ізраїль
- Італія
- Казахстан
- Кенія
- Латвія
- Лівія
- Литва
- Люксембург
- Македонія
- Мадагаскар
- Марокко
- Нідерланди
- Норвегія
- Польща
- Португалія
- Румунія
- Росія
- Руанда
- Сербія
- Словаччина
- Словенія
- Іспанія
- Судан
- Швеція
- Швейцарія
- Туніс
- Туреччина
- Уганда
- Україна
- Об'єднане Королівство
- Замбія
- Зімбабве

#### Азіатсько-Тихоокеанський регіон (PA)
Цей набір регіонів включає Африку, Азію, частину Європи, Близького Сходу та Океанії.
- Афганістан
- Алжир
- Ангола
- Австралія
- Азербайджан
- Бахрейн
- Бангладеш
- Бенін
- Ботсвана
- Бруней
- Буркіна-Фасо
- Бурунді
- Камбоджа
- Кабо-Верде
- Центральноафриканська Республіка
- Чад
- Коморські острови
- Конго – Браззавіль
- Конго – Кіншаса
- Джибуті
- Єгипет
- Екваторіальна Гвінея
- Еритрея
- Ефіопія
- Фіджі
- Французька Полінезія
- Габон
- Гамбія
- Гана
- Гвінея
- Гвінея-Бісау
- Індія
- Індонезія
- Іран
- Ірак
- Йордан
- Кенія
- Кувейт
- Лаос
- Ліван
- Лесото
- Ліберія
- Лівія
- Мадагаскар
- Малаві
- Малайзія
- Малі
- Мавританія
- Маврикій
- Майотта
- Марокко
- Мозамбік
- М'янма (Бірма)
- Намібія
- Непал
- Нова Каледонія
- Нова Зеландія
- Нігер
- Нігерія
- Оман
- Пакистан
- Палестина
- Папуа-Нова Гвінея
- Філіппіни
- Катар
- Руанда
- Реюньйон
- Саудівська Аравія
- Сенегал
- Сейшельські острови
- Сьєрра-Леоне
- Сінгапур
- Сомалі
- Південна Африка
- Південний Судан
- Шрі Ланка
- Судан
- Свазіленд
- Сирія
- Сан-Томе і Принсіпі
- Танзанія
- Таїланд
- Туніс
- Уганда
- Об'єднані Арабські Емірати
- Вануату
- В'єтнам
- Західна Сахара
- Ємен
- Замбія
- Зімбабве

#### Китай (CN)
- Китай

#### Гонконг (HK)
- Гонконг

#### Тайвань (TW)
- Тайвань